# Cantó de Bourbourg
El cantó de Bourbourg (neerlandès: Kanton Broekburg) és una divisió administrativa francesa situat al departament del Nord a la regió dels Alts de França. Forma part del Westhoek (Flandes francès)

## Composició
El cantó aplega 12 comunes: 
| - Bourbourg (ndl.: Broekburg) - Brouckerque (Broekkerke) - Cappelle-Brouck (Kapellebroek) - Drincham (Drinkam) - Holque (Holke) - Looberghe (Loberge) | - Millam - Saint-Momelin (Sint-Momelijn) - Saint-Pierre-Brouck (Sint-Pietersbroek) - Spycker (Spijker) - Watten (Waten) - Wulverdinghe (Wulverdinge) |

## Demografia
| 1962 | 1968   | 1975   | 1982   | 1990   | 1999   | 2006   |
| ---- | ------ | ------ | ------ | ------ | ------ | ------ |
|      | 14.923 | 17.152 | 18.230 | 18.065 | 17.761 | 17.958 |

## Història
| Data d'elecció                           | Identitat          | Partit | Qualitat |
| ---------------------------------------- | ------------------ | ------ | -------- |
| 2001-                                    | Jean Pierre Decool | UPN    |          |
| les dades anteriors no són pas conegudes |                    |        |          |
|                                          |                    |        |          |